# サーレ県
サーレ県（エストニア語：Saare maakond）は、エストニアを構成する15の県の一つである。エストニア西部にあり、バルト海上のサーレマー島およびその周辺島嶼からなる。2022年時点での人口は31,292人である。